# Spechbach-le-Bas
Spechbach-le-Bas (in tedesco Niederspechbach, in alsaziano Nìderspachbi) è un comune francese di 706 abitanti situato nel dipartimento dell'Alto Reno nella regione del Grand Est.

## Società

### Evoluzione demografica
Abitanti censiti